# Championnat du Paraguay de football 1912
Navigation
Édition précédente Édition suivante
La 6e édition du championnat du Paraguay de football est remportée par le Club Olimpia. C’est le premier titre de champion du club. L’Olimpia l’emporte avec 1 point d’avance sur le Club Sol de América. Club Nacional complète le podium. 
Le championnat est composé de 4 clubs et pour la première fois ils ne sont pas tous basés dans la capitale Asuncion. Club Presidente Hayes se trouve dans la ville de Villa Hayes. D’anciens clubs du championnat officiel comme Libertad, le champion 1910, et Atlántida ont rejoint la Liga Centenario.
Les équipes de Club Guaraní et de Club Nacional de Regatas El Mbiguá sont exemptées de compétition mais ne perdent pas leur place en première division.

## Les clubs de l'édition 1912
| \| Asuncion: · Olimpia · Nacional · Sol de América Asuncion Club Presidente Hayes \| Localisation des clubs engagés dans le championnat. |
| Asuncion: · Olimpia · Nacional · Sol de América Asuncion Club Presidente Hayes                                                           |

| Club                  | Stade | Capacité | Ville    |
| --------------------- | ----- | -------- | -------- |
| Club Olimpia          | -     | -        | Asuncion |
| Club Nacional         | -     | -        | Asuncion |
| Club Presidente Hayes | -     | -        | Asuncion |
| Club Sol de América   | -     | -        | Asuncion |

## Compétition

### Les moments forts de la saison
Les résultats complets ne sont pas connus. Nacional a déclaré forfait pour la dernière journée alors qu’il devait jouer contre Olimpia. Ce forfait offre littéralement le titre à Olimpia qui termine avec un tout petit point d’avance sur Sol de América. Club Presidente Hayes perd de nombreux matchs par forfait et est dissout à la fin de la saison. Il renaitra de ses cendres en 1917.

### Classement
| Rang | Équipe                | Pts | J | G | N | P | Bp | Bc | Diff |
| ---- | --------------------- | --- | - | - | - | - | -- | -- | ---- |
| 1    | Club Olimpia          | 9   | 6 | 4 | 1 | 1 | .  | .  | 0    |
| 2    | Club Sol de América   | 8   | 6 | . | . | . | .  | .  | 0    |
| 3    | Club Nacional         | 5   | 6 | . | . | . | .  | .  | 0    |
| 4    | Club Presidente Hayes | 2   | 6 | . | . | . | .  | .  | 0    |

| Légende : Qualifications et relégations | Légende : Qualifications et relégations |
| --------------------------------------- | --------------------------------------- |
|                                         | Champion du Paraguay                    |
|                                         | Relégation en deuxième division         |
|                                         | (T) : Tenant du titre (P) : Promus      |

## Bilan de la saison
| Championnat du Paraguay de football 1912                             |                          |
| Champion                                                             | Club Olimpia (1er titre) |
| Promotions et relégations                                            |                          |
| Promus en Primera División                                           |                          |
| Relégués en Championnat du Paraguay de football de deuxième division |                          |